# Atlit
Atlit (hebr. עתלית; ang. Atlit) – wieś komunalna położona w Samorządzie Regionu Chof ha-Karmel, w dystrykcie Hajfa, w Izraelu.

## Położenie
leży na przybrzeżnej nizinie nad brzegiem Morza Śródziemnego, w pobliżu podnóża masywu Góry Karmel. W jej otoczeniu znajdują się kibuce Newe Jam i En Karmel, moszaw Megadim, wieś komunalna En Hod i wieś młodzieżowa Kefar Cewi Sitrin.

## Demografia
Liczba mieszkańców Atlit:

## Historia

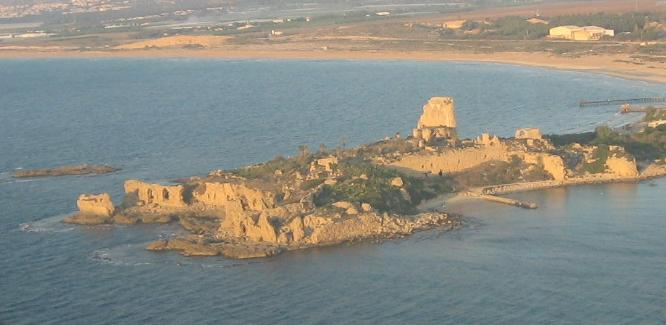
Ruiny zamku Krzyżowców w Atlit

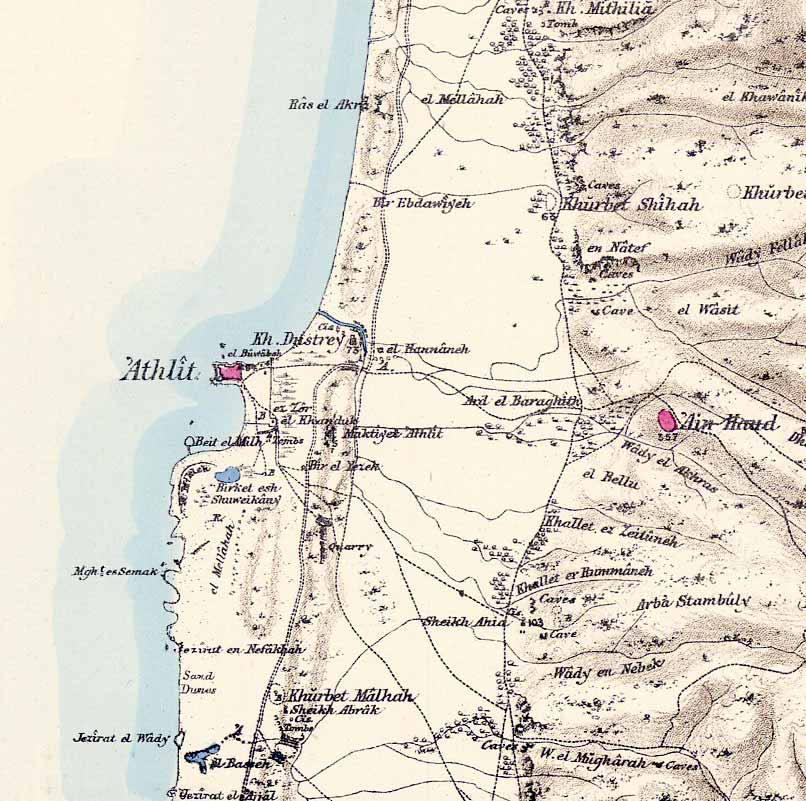
Lokalizacja Atlit na starej mapie z 1870

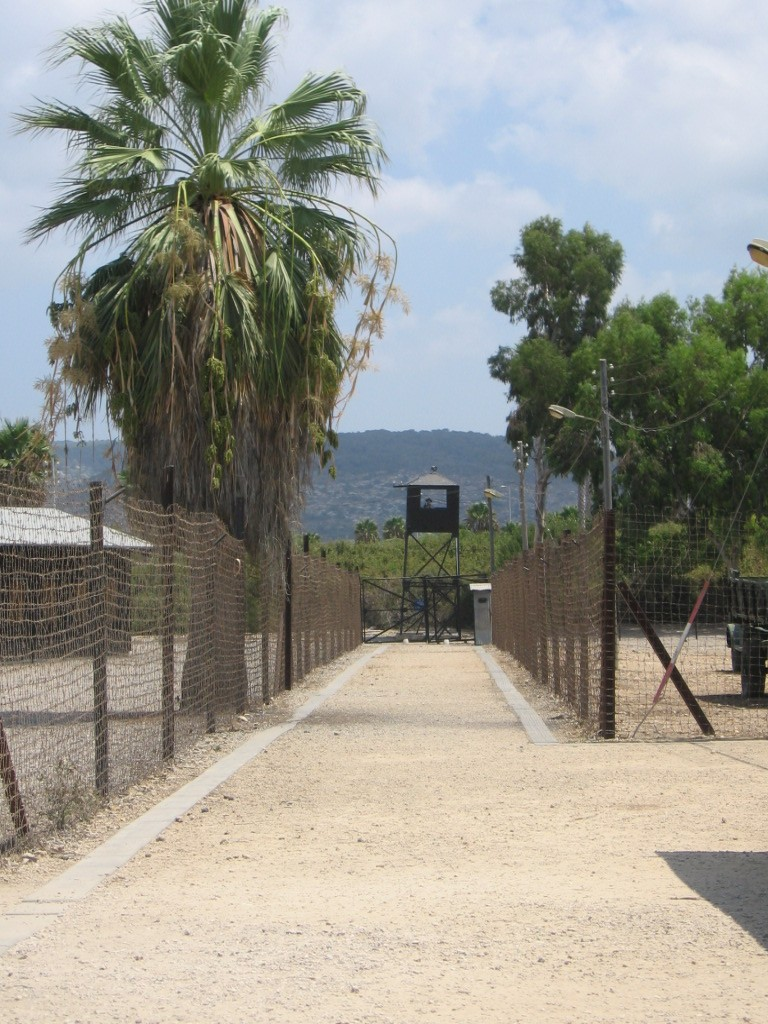
Brytyjski obóz dla internowanych w Atlit

Wieś Atlit posiada dużą naturalną zatokę, która idealnie nadaje się na port morski. Z tego powodu miejsce to było zamieszkane już w okresie kananejskim. Istniała tu osada, która nazywała się Qarta lub Certha. Później był to port Fenicjan. Według świadectwa biblijnego, w VIII i IX wieku p.n.e. port służył Królestwu Izraela. W okresie panowania hellenistycznego port nazywał się Adarus.
W XII wieku na tutejszym półwyspie wzniesiono największy i najsłynniejszy zamek Zakonu Templariuszy. Nazywano go Château Pèlerin (łac. Castrum Pelegrinorum; pol. Zamek Templariuszy lub Zamek Pielgrzyma). Jego budowa rozpoczęła się w 1218 i zastąpił on starszą twierdzę Le Destroit, która znajdowała się nieco dalej od wybrzeża. Przy jego budowie pomógł finansowo rycerz Walter z Avesnies, uczestnik V wyprawy krzyżowej. W pracach budowlanych pomagało wielu pątników i członków zakonu krzyżackiego. Zamek  Château Pèlerin został wzniesiony na niewielkim wzniesieniu górującym nad tutejszą zatoką. Główna cytadela była otoczona dwoma liniami murów obronnych. Mury zewnętrzne miały około 15 metrów wysokości i 6 metrów grubości. Były one wzmocnione trzema kwadratowymi wieżami o wysokości 44 metrów. Przed murem wykopano rów o głębokości 2 metrów. Mury wewnętrzne miały około 30 metrów wysokości i 12 metrów szerokości. Były one wzmocnione dwoma kwadratowymi wieżami o wysokości około 34 metrów. Cytadela posiadała trzy studnie ze świeżą wodą. Do miasta prowadziły cztery bramy wjazdowe, a do wnętrza cytadeli prowadziły dwie bramy. Na okolicznych wzgórzach wybudowano dodatkową linię fortów obronnych, z których najważniejszym był H. Qarta. Podczas oblężenia załoga zamku wynosiła 4000 żołnierzy. Zamek zajmował dominującą pozycję nad całą okolicą, i czerpał z niej dochody w postaci opłat i ceł, które w pewnym stopniu pokrywały koszty funkcjonowania twierdzy. Atutem twierdzy był naturalny port, który zapewniał utrzymanie szlaku morskiego łączącego Ziemię Świętą z Europą. Zamek nigdy nie został zdobyty podczas oblężenia, ponieważ posiadał doskonałą lokalizację i mógł być zaopatrywany przez morze. W sierpniu 1220 był oblegany przez sunickiego sułtana Al-Mu'azzama. Po dwóch tygodniach oblężenia Muzułmanie odstąpili, nie wyrządzając zamkowi żadnej szkody. Zniszczony został wówczas fort H. Qarta. W 1229 cesarz rzymski Fryderyk II postanowił zająć zamek nagłym atakiem i w ten sposób narzucić swoją władzę całemu Królestwu Jerozolimskiemu. Jednak templariusze, po wjechaniu cesarza do zamku, zamknęli za nim bramy. Cesarz pozostał ich więźniem dopóki nie wyrzekł się pretensji do zamku. W 1265 zamek był oblężony przez sułtana Bajbarsa. Dopiero po upadku w 1291 Akki i Królestwa Jerozolimskiego, templariusze stracili uzasadnienie do dalszego utrzymywania zamku Château Pèlerin. Został on ewakuowany drogą morską w dniach między 3 a 14 sierpnia 1291.
Wkrótce po opuszczeniu zamku osiedlili się tutaj Arabowie. Powstała wówczas niewielka rybacka wieś Atlit. Zamek nie został zniszczony przez Arabów i pozostał w dobrym stanie do trzęsienia ziemi w 1837. Następnie jego ruiny zostały wykorzystane w 1840 jako źródło kamienia do odbudowy Akki. W 1880 tutejsza wieś liczyła 200 mieszkańców. W 1903 żydowskie organizacje syjonistyczne zakupiły od mieszkańców Atlit grunty pod założenie nowej osady rolniczej. Powstała ona w tym samym roku, chociaż niektóre źródła podają datę 1904. Nazywała się ona Atlit, tak samo jak sąsiednia arabska wieś. W pierwszym okresie swojego istnienia przetrwał on jedynie dzięki pomocy finansowej barona Edmonda de Rothschilda. Dopiero w 1909 osiedle okrzepło i zaczęło samodzielnie funkcjonować.
Po 1918 brytyjskie władze Mandatu Palestyny potraktowały arabską i żydowską wieś jako jedną całość. W 1922 w pobliżu wioski utworzono baseny w celu pozyskiwania sali z wody morskiej. W 1938 w Atlit mieszkało 508 Arabów i 224 Żydów. W tym samym roku Brytyjczycy utworzyli na północ od wsi niewielką bazę wojskową, na której terenie 16 sierpnia 1939 oficjalnie utworzono centrum internowania dla nielegalnych imigrantów. Obóz stał się miejscem przymusowego pobytu wielu Żydów, którzy usiłowali uciec przed nazizmem w Europie i przedostać się nielegalnie do Ziemi Izraela. W listopadzie 1940 brytyjskie władze postanowiły odesłać grupę 5000 internowanych Żydów do obozów na wyspie Mauritius. Aby powstrzymać deportację, żydowska organizacja paramilitarna Hagana zdetonowała 25 listopada bombę podłożoną na statku „Patria”. Wielkość ładunku wybuchowego została jednak błędnie obliczona, i statek szybko zatonął. Na pokładzie było 1800 osób, z których 216 utonęła. Ocaleni z „Patrii” zostali przewiezieni do obozu w Atlit i nie deportowano ich na Mauritius. Po kilku miesiącach zostali zwolnieni z obozu. W dniu 19 marca 1941 do Zatoki Hajfy wpłynął statek „Darien II”, wiozący 800 Żydów uciekających przed Nazistami z Bułgarii i Rumunii. Brytyjczycy wszystkich pasażerów statku umieścili w obozie Atlit. We wrześniu 1942 obóz dla internowanych został zamknięty, a na jego miejscu utworzono obóz jeniecki, w którym przetrzymywano włoskich i niemieckich jeńców wojennych. Ponowne otwarcie obozu dla internowanych nastąpiło w 1945, kiedy do Palestyny zaczęli masowo docierać nielegalni imigranci, z których większość była ocalonymi z Holocaustu. Obóz składał się wówczas z szeregów baraków mieszkalnych, otoczonych drutem kolczastym i wieżami strażniczymi. W dniu 10 października 1945 członkowie żydowskich kompanii szturmowych Palmach dowodzonych przez Nachuma Sariga, przeprowadzili atak na obóz i uwolnili 208 żydowskich więźniów. Po tym wydarzeniu Brytyjczycy wywozili wszystkich zatrzymanych nielegalnych imigrantów do obozów dla internowanych na wyspie Cypr. Obóz w Atlit działał do utworzenia niepodległego państwa Izrael w maju 1948.
Po 1940 nastąpiło gwałtowne zmniejszenie się liczebności arabskich mieszkańców. Wynikało to z faktu sprzedaży gruntów rolnych żydowskim organizacjom syjonistycznym. W ten sposób, w 1945 w Atlit żyło 660 mieszkańców, w tym 510 Żydów. Przyjęta 29 listopada 1947 Rezolucja Zgromadzenia Ogólnego ONZ nr 181 przyznała te tereny państwu żydowskiemu. Na samym początku I wojny izraelsko-arabskiej w dniu 15 maja 1948 arabską wieś Atlit zajęli żydowscy żołnierze Hagany. Wysiedlono wówczas jej mieszkańców, a wszystkie domy wyburzono.
W latach 1956 i 1967 w dawnym brytyjskim obozie jenieckim w Atlit przetrzymywano egipskich jeńców wojennych. W latach 1950–2003 Atlit posiadała statut samorządu lokalnego, który utraciła ze względu na liczne trudności w zarządzaniu budżetem. Zmiana statusu była punktem zwrotnym w rozwoju Atlit. Władze Samorządu Regionu Chof ha-Karmel postanowiły wykorzystać liczne atrybuty Atlit i rozpoczęto budowę nowych osiedli mieszkaniowych, które przyciągają młodych i wykształconych mieszkańców.

## Polityka

### Miasta partnerskie
Atlit posiada jedno miasto partnerskie: Arad w Rumunii.

## Architektura
Atlit posiada liczne osiedla mieszkaniowe: Neve HaPerahim, Chofit, Argaman, Savjonei Atlit, Alon, Amidar, Szoszanat HaJam, Szikun Amami, Giwat HaBerechot, Neve Mosze, HaGoren i Jefe Nof.

## Kultura i sport
We wsi znajduje się ośrodek kultury z biblioteką. W 1987 władze izraelskie oficjalnie uznały teren byłego brytyjskiego obozu dla nielegalnych imigrantów jako pomnik historyczny. Na potrzeby utworzenia muzeum przekazano 20 akrów z oryginalnych 25 akrów, na których znajdował się obóz. Muzeum Nielegalnej Imigracji w Atlit pozwala gościom poznać i doświadczyć traumę imigrantów, którzy po zwolnieniu z nazistowskich obozów koncentracyjnych trafiali za druty kolczaste brytyjskich obozów dla internowanych. Z obiektów sportowych jest tutaj basen kąpielowy, sala gimnastyczna, siłownia i boisko sportowe.

## Edukacja
W Atlit znajduje się szkoła podstawowa Galei Atlit oraz państwowa szkoła religijna Beit Josef. Dodatkową są tutaj dwa ośrodki religijne Chabad of Atlit i Gan Chabad.

## Turystyka
Znajdują się tutaj wspaniałe plaże, na których można uprawiać wszystkie sporty wodne. Atlit jest popularnym miejscem do uprawiania nurkowania. Podwodne badania odkryły przy brzegu ruiny starożytnej osady oraz wraki statków. Płetwonurkowie mogą tutaj podziwiać kamienne kotwice oraz pozostałości drewnianych statków.

## Gospodarka
Gospodarka wsi opiera się na rolnictwie i turystyce. Znajduje się tutaj firma Atlit Marine Fish Hatchery, prowadząca działalność rybołówstwa. Natomiast spółki Carmel Chemicals Ltd., Israel Salt Co. Ltd. i Israel Salt Industries Ltd. zajmują się pozyskiwaniem z wody morskiej soli oraz innych minerałów.		

## Transport
Ze wsi wyjeżdża się na północ drogą nr 7110, która prowadzi do węzła drogowego z autostradą nr 2 i drogą nr 721, która jadąc na wschód dojeżdża się do więzienia wojskowego Prison Six (Bsis Kli'a 396), wioski młodzieżowej Kefar Cewi Sitrin i skrzyżowania z drogą ekspresową nr 4. Lokalne drogi prowadzą do położonych na południu kibuców Newe Jam i En Karmel.
W zachodniej części wioski jest stacja kolejowa Atlit. Pociągi z Atlit jadą do Hajfy, Naharijji, Tel Awiwu, Lod, Modi’in-Makkabbim-Re’ut, Rechowot, Aszkelonu i Beer Szewy.

## Wojsko
Południowa zatoka Atlit jest wykorzystywana jako niewielki port izraelskiej marynarki wojennej. Stacjonuje tutaj jednostka sił specjalnych Shayetet 13 płetwonurków marynarki. Teren portu i bazy wojskowej jest obszarem zamkniętym dla osób postronnych.